# Wincenty Mikucki
Wincenty Mikucki herbu Ślepowron (ur. w 1762, zm. 13 marca 1853 w Wilnie) – administrator biskupstwa wileńskiego w latach 1826-1828, archidiakon i kustosz wileński w 1825 roku, proboszcz rukojński, doktor teologii.
Kapłan od 1785. Kawaler Orderu Świętej Anny 2. klasy. Pochowany 17 marca 1853 w kościele Świętego Jana w Wilnie.